# Soungalo Bagayogo
Soungalo Bagayogo (* 15. Juni 1941 in Keleya, Mali; † 10. Mai 2012 in Bamako) war ein malischer Boxer.

## Werdegang
Bei den Olympischen Sommerspielen 1968 in Mexiko-Stadt startete der 177 cm große und 78 kg schwere Bagayogo im Halbschwergewicht. In der ersten Runde unterlag er am 13. Oktober 1968 dem Österreicher Kurt Baumgartner nach Punkten. Damit belegte der Malier den geteilten 17. Rang.
Im Dezember 2011 wurde er vom Nationalen Olympischen Komitees Malis als Stakeholder der Entwicklung des Sports in seinem Heimatland bezeichnet.